# Inserções sonoras
Inserções sonoras são as trilhas sonoras de produções de rádio, que se dividem em:
- Característica ou Vinheta de passagem - música que identifica um programa no início e fim de um bloco ou uma transmissão.
- Cortina - breve trecho musical que identifica ou separa determinada parte de programa radiofônico. Usada para assinar a transmissão de comentários, seções, editorias.
- Vinheta - semelhante à Característica ou Cortina, mas associa texto e música. Identifica emissora, apresentador, programa, etc.
- Fundo Musical - o mesmo que BG - background. Música, geralmente instrumental, em volume inferior ao texto lido por um locutor. Função expressiva e reflexiva.